# 里昂正義宮

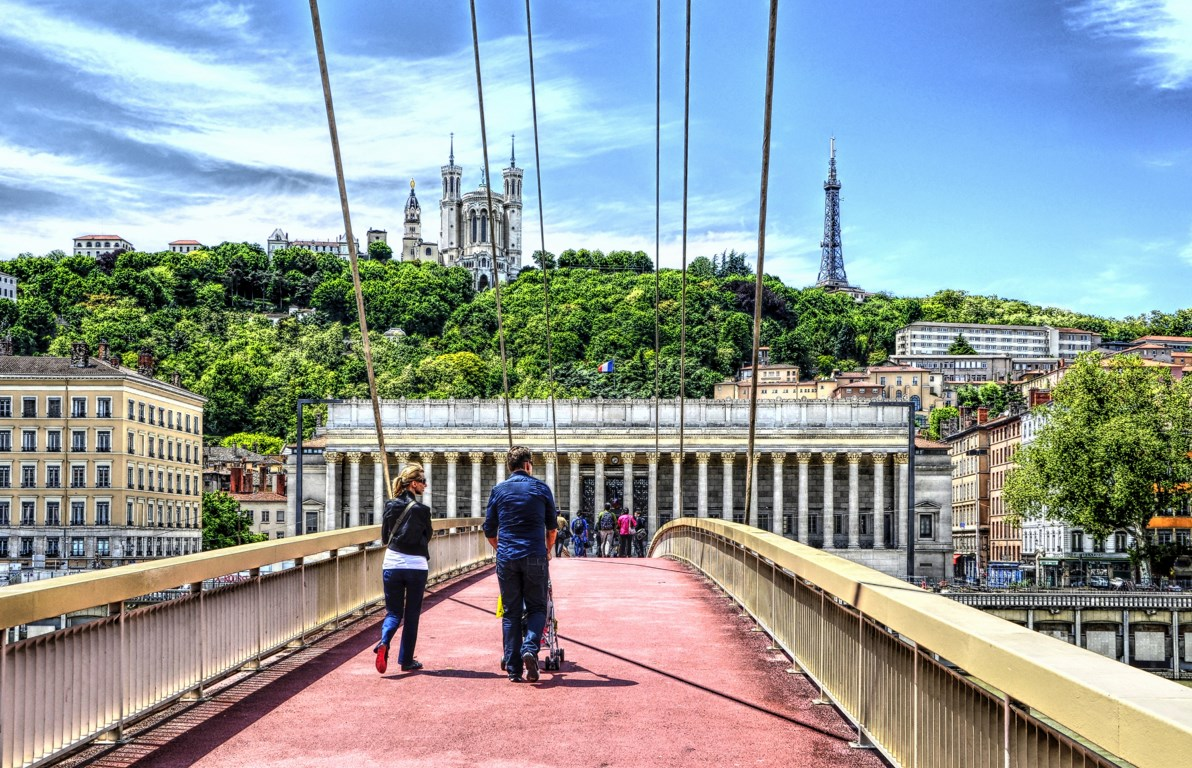
里昂正義宮

里昂正義宮（法語：Palais de justice historique de Lyon) 是法國城市里昂的一座建築。位於里昂舊城區，索恩河右岸。里昂正義宮修建於1835年至1845年期間。1996年，里昂正義宮被指定為法國歷史紀念建築。